# فاديم فيزينغ
فاديم جورجيوفيتش فيزينغ (بالروسية: Вади́м Гео́ргиевич Визинг) هو رياضياتي أوكراني (سوفييتي سابقا) ولد عام 1937. معروف لمساهماته في نظرية الرسم البياني، وخاصة بالنسبة إلى نظرية فيزينغ، الذي تقول أنه يمكن حواف أي رسم بياني مع أقصى درجة Δ يمكن تلوينها بمعظم الألوان في Δ+1.